# Simia

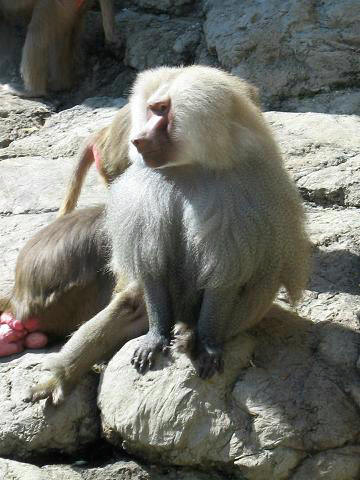
Papio hamadryas.

Simia es un género obsoleto equivalente en términos generales al actual suborden de los haplorrinos. No debe confundirse con el término vulgar simia o simio, que es un sinónimo de mono, en línea aproximadamente con los simiiformes, aunque cada vez más en el uso popular se reserva para los monos antropomorfos.

## Clasificación antigua
Carlos Linneo, en su Systema naturæ de 1758, dividió el orden primates en cuatro géneros: Homo, Simia, Lemur, y Vespertilio. Vespertilio incluía todos los murciélagos y se sacó de primates cuando se creó Chiroptera, Homo contenía a los humanos y los chimpancés (Homo sapiens y Homo troglodytes), Lemur contenía cuatro lémures y un colugo, y Simia contenía el resto, era el taxón cajón de sastre de primates. Es interesante remarcar que Linneo no creía que Homo formara un grupo distinto de Simia pero los separó inicialmente para evitar conflictos con las autoridades religiosas. Teniendo en cuenta esta inclusión Simia hubiera equivalido aproximadamente al actual suborden Haplorrhini (mientras que Lemur sería más o menos Strepsirrhini).
Homo, Lemur, y Vespertilio han sobrevivido como nombres de géneros pero Simia no. Todas sus especies han sido trasladadas a otros géneros, y en 1929 la Comisión Internacional de Nomenclatura Zoológica decidió que el género Simia debía suprimirse. No hay que confundirlo con el género Simias, válido y que contiene una sola especie, el langur de cola de cerdo (Simias concolor).
El antiguo género Simia, tal y como fue propuesto inicialmente contenía a los géneros actuales:
| Género actual                                                            | Nombre común actual                                             | Nombre científico original         |
| ------------------------------------------------------------------------ | --------------------------------------------------------------- | ---------------------------------- |
| Tarsius Storr, 1780                                                      | Tarseros o tarsios                                              | Simia syrichta Linnaeus, 1758      |
| Callithrix Erxleben, 1777                                                | Titis neotropicales                                             | Simia jacchus Linnaeus, 1758       |
| Leontopithecus Lesson, 1840                                              | Tamarinos león o tití león                                      | Simia rosalia Linnaeus, 1766       |
| Saguinus Hoffmannsegg, 1807                                              | Tamarinos                                                       | Simia midas Linnaeus, 1758         |
| Saguinus Hoffmannsegg, 1807                                              | Tití de cabeza blanca, tamarino algodonoso o pinché             | Simia oedipus Linnaeus, 1758       |
| Cebus Erxleben, 1777                                                     | Monos capuchinos                                                | Simia capucina Linnaeus, 1758      |
| Cebus Erxleben, 1777                                                     | Mono maicero                                                    | Simia apella Linnaeus, 1758        |
| Cebus Erxleben, 1777                                                     | Mono maicero                                                    | Simia fatuellus Linnaeus, 1766     |
| Saimiri Voigt, 1831                                                      | Mono ardilla                                                    | Simia sciurea Linnaeus, 1758       |
| Pithecia Desmarest, 1804                                                 | Saki de cara blanca                                             | Simia pithecia Linnaeus, 1766      |
| Alouatta Lacépède, 1799                                                  | Monos aulladores, cotos, araguatos o carayás                    | Simia belzebul Linnaeus, 1766      |
| Alouatta Lacépède, 1799                                                  | Aullador venezolano                                             | Simia seniculus Linnaeus, 1766     |
| Ateles É. Geoffroy, 1806                                                 | Mono araña, maquisapa, marimonda, marimono, koatá o atelo       | Simia paniscus Linnaeus, 1758      |
| Lagothrix É. Geoffroy, 1812                                              | Churucos, corongos, choros o monos lanudos                      | Simia lagotricha Humboldt, 1812    |
| Chlorocebus Gray, 1870                                                   | Cercopiteco verde                                               | Simia aethiops Linnaeus, 1766      |
| Chlorocebus Gray, 1870                                                   | Mono verde                                                      | Simia sabacea Linnaeus, 1766       |
| Cercopithecus Linnaeus, 1758 (clasificado como una subdivisión de Simia) | Cercopiteco de hocico azul                                      | Simia cephus Linnaeus, 1758        |
| Cercopithecus Linnaeus, 1758 (clasificado como una subdivisión de Simia) | Cercopiteco diana                                               | Simia diana Linnaeus, 1758         |
| Cercopithecus Linnaeus, 1758 (clasificado como una subdivisión de Simia) | Cercopiteco diana                                               | Simia faunus Linnaeus, 1758        |
| Cercopithecus Linnaeus, 1758 (clasificado como una subdivisión de Simia) | Mono de nariz blanca                                            | Simia nictitans Linnaeus, 1766     |
| Macaca Lacépède, 1799                                                    | Macaco de rabo de cerdo                                         | Simia nemestrina Linnaeus, 1766    |
| Macaca Lacépède, 1799                                                    | Macaco de cola de león, mono león, mono barbudo o sileno        | Simia silenus Linnaeus, 1758       |
| Macaca Lacépède, 1799                                                    | Mona o macaco de Gibraltar, mono de Berbería                    | Simia sylvanus Linnaeus, 1758      |
| Macaca Lacépède, 1799                                                    | Mona o macaco de Gibraltar, mono de Berbería                    | Simia inuus Linnaeus, 1766         |
| Papio Erxleben, 1777                                                     | Hamadríade, papión, babuino hamadryas y babuino sagrado egipcio | Simia hamadryas Linnaeus, 1758     |
| Papio Erxleben, 1777                                                     | Babuino amarillo                                                | Simia cynocephalus Linnaeus, 1758  |
| Mandrillus Ritgen, 1824                                                  | Mandril                                                         | Simia sphynx Linnaeus, 1758        |
| Mandrillus Ritgen, 1824                                                  | Mandril                                                         | Simia maimon Linnaeus, 1766        |
| Pongo Lacépède, 1799                                                     | Orangután de Borneo                                             | Simia pygmaeus Linnaeus, 1760      |
| Pan Oken, 1816                                                           | Chimpancé común                                                 | Simia troglodytes Blumenbach, 1775 |